# Bichhoo
Bichhoo (Hindi: बिछू, bichū; Übersetzung: Skorpion) ist ein Hindi-Film von Guddu Dhanoa aus dem Jahr 2000. 

## Handlung
Jeeva stammt aus einer Familie der Mittelschicht und arbeitet als Verkäufer in einem Laden. Er verliebt sich in Kiran, die aus einer wohlhabenden und einflussreichen Familie stammt. Ihr Vater ist wütend auf Jeeva, und er beschuldigt Jeevas Mutter und seine zwei Schwestern der Prostitution. Schließlich begehen alle drei Selbstmord. Jeeva rächt sich mit Hilfe eines Kollegen an Kirans Vater. Er ist nicht in der Lage Kiran zu retten, die auch Selbstmord begeht. Daraufhin wird Jeeva zu einem Profikiller, der gegen Geld mächtige Männer tötet. Neben Jeeva wohnt die Familie Bali. Der Vater, Mr. Bali, ist in Drogengeschäfte verwickelt und schikaniert ständig seine Tochter Kiran Bali. Eines Tages taucht der drogensüchtige Polizist Devraj Khatri auf und tötet die ganze Familie außer Kiran, da sie zu Jeeva flüchten konnte. Kiran entscheidet sich, der Polizei nichts über den Vorfall zu sagen, da ein Polizist den Mord begangen hat. Sie bittet Jeeva, ihr bei der Rache zu helfen und sie zu trainieren. Jeeva hat Mitleid mit Kiran und hilft ihr, bevor er weiß, dass er sich in sie verliebt hat. Er trainiert sie mit Waffen umzugehen. Zum Schluss opfert Jeeva sein Leben, um Kirans Leben zu retten.

## Hintergrund
Bichhoo kam am 7. Juli 2000 in Indien in die Kinos. Drehorte waren z. B. in Kapstadt, Südafrika und in Mumbai, Indien.
Der Film wurde Inspiriert durch den aus dem Jahr 1994 erschienenen Thriller-Drama Léon – Der Profi. Und ähnelt sehr stark an der Geschichte des Films.